# Isleton
Isleton és una ciutat dels Estats Units a l'estat de Califòrnia. Segons el cens del 2000 tenia 828 habitants.

## Demografia
Segons el cens del 2000, Isleton tenia 828 habitants, 343 habitatges, i 209 famílies. La densitat de població era de 799,2 habitants/km².
Dels 343 habitatges en un 29,7% hi vivien nens de menys de 18 anys, en un 39,9% hi vivien parelles casades, en un 14,9% dones solteres, i en un 38,8% no eren unitats familiars. En el 32,7% dels habitatges hi vivien persones soles el 14% de les quals corresponia a persones de 65 anys o més que vivien soles. El nombre mitjà de persones vivint en cada habitatge era de 2,41 i el nombre mitjà de persones que vivien en cada família era de 3,08.
Per edats la població es repartia de la següent manera: un 25,5% tenia menys de 18 anys, un 6,8% entre 18 i 24, un 27,1% entre 25 i 44, un 24,3% de 45 a 60 i un 16,4% 65 anys o més.
L'edat mediana era de 38 anys. Per cada 100 dones de 18 o més anys hi havia 103,6 homes.
La renda mediana per habitatge era de 33.958 $ i la renda mediana per família de 40.833 $. Els homes tenien una renda mediana de 39.306 $ mentre que les dones 22.500 $. La renda per capita de la població era de 19.767 $. Entorn del 12,4% de les famílies i el 15% de la població estaven per davall del llindar de pobresa.

## Poblacions properes
El següent diagrama mostra les poblacions més properes.